# Skälsjön, Småland
Skälsjön är en sjö i Oskarshamns kommun i Småland och ingår i Marströmmens huvudavrinningsområde. Sjön är 9 meter djup, har en yta på 0,981 kvadratkilometer och befinner sig 28,1 meter över havet. Sjön avvattnas av vattendraget Plåttorpebäcken.

## Delavrinningsområde
Skälsjön ingår i det delavrinningsområde (637067-153494) som SMHI kallar för Utloppet av Skälsjön. Medelhöjden är 46 meter över havet och ytan är 16,53 kvadratkilometer. Det finns inga avrinningsområden uppströms utan avrinningsområdet är högsta punkten. Plåttorpebäcken som avvattnar avrinningsområdet har biflödesordning 2, vilket innebär att vattnet flödar genom totalt 2 vattendrag innan det når havet efter 21 kilometer. Avrinningsområdet består mestadels av skog (82 %). Avrinningsområdet har 1,09 kvadratkilometer vattenytor vilket ger det en sjöprocent på 6,6 %.